# Уриас, Хосе
Хосе Алехандро Уриас Феликс (исп. José Alejandro Urías Félix; род. 25 марта 2006, Эройка-Ногалес, Сонора) — мексиканский футболист, полузащитник клуба «Монтеррей».

## Клубная карьера
Уриас — воспитанник клуба «Монтеррей».

## Международная карьера
В 2023 году в составе юношеской сборной Мексики Уриас выиграл юношеском Кубке КОНКАКАФ в Гватемале. На турнире он сыграл в матчах против сборных Кюрасао, Гватемалы, Никарагуа, Сальвадора, США и Панамы. В поединках против кюрасаосцев, никарагуанцев, сальвадорцев и панамцев Хосе забил 5 голов.
В том же году Уриас принял участие в юношеском чемпионате мира в Индонезии. На турнире он сыграл в матчах против команд Германии, Венесуэлы, Новой Зеландии и Мали.

## Достижения
Международные
 Мексика (до 17)
- Победитель Юношеского кубка КОНКАКАФ — 2023